# Altavoz de PC
El altavoz de PC es un altavoz integrado en algunas computadoras compatibles con IBM PC. El primer IBM Personal Computer, modelo 5150, empleaba un altavoz dinámico estándar de 2,25 pulgadas. Las computadoras más recientes utilizan un pequeño altavoz de hierro móvil o piezoeléctrico. El altavoz permite que el software y el firmware proporcionen retroalimentación auditiva al usuario, como informar sobre una falla de hardware. Un altavoz de PC genera formas de onda utilizando el temporizador programable de intervalos, un chip Intel 8253 o Intel 8254.

## Usos

### Códigos de error del BIOS/UEFI
El altavoz de PC se utiliza durante la secuencia de autoprueba de encendido (POST) para indicar errores durante el proceso de arranque. Dado que está activo antes que la tarjeta gráfica, se puede usar para comunicar “códigos de pitidos” relacionados con problemas que impiden la inicialización más compleja de la tarjeta gráfica. Por ejemplo, la BIOS de videogeneralmente no puede activar una tarjeta gráfica a menos que haya RAM funcional en el sistema, mientras que hacer sonar el altavoz es posible solo con la ROM y los registros de la CPU. Por lo general, diferentes códigos de error se señalan mediante patrones de pitidos específicos, como “un pitido; pausa; tres pitidos; pausa; repetir”. Estos patrones son específicos del fabricante del BIOS/UEFI y generalmente se documentan en el manual técnico de la placa base.

### Software
Varios programas, incluidos software de música, sistemas operativos o juegos, pueden reproducir sonido de modulación por impulsos codificados (PCM) a través del altavoz de PC utilizando técnicas especiales de Modulación por ancho de Pulso.

#### Juegos
El altavoz de PC se utilizó a menudo de manera innovadora para crear la impresión de música polifónica o efectos de sonido en los juegos de computadora de su época, como la serie de aventuras de LucasArts de mediados de la década de 1980, utilizando rápidos arpegios. Varios juegos, como Space Hulk y Pinball Fantasies, fueron conocidos por sus elaborados efectos de sonido; Space Hulk, en particular, incluso tenía discurso completo.
Sin embargo, debido al método utilizado para reproducir sonido PCM a través del altavoz de PC, que implicaba el uso intensivo de la CPU, los juegos que empleaban esta técnica a menudo experimentaban una disminución en el rendimiento general. Además, la calidad del sonido era limitada y a menudo se veía afectada por el hardware del altavoz y las capacidades de la placa base.

#### Otros programas
Además de los juegos, otros programas como MP (Módulo de Reproducción, 1989), Scream Tracker, Fast Tracker, Impulse Tracker e incluso controladores de dispositivos para Linux y Microsoft Windows también utilizaron el altavoz de PC para proporcionar retroalimentación auditiva (PCM).
Los sistemas Modernos de Microsoft Windows tienen soporte del altavoz de PC como un dispositivo separado con capacidades especiales – Esto es, que no puede ser configurado como un dispositivo de salida de audio normal.
Algunos software utilizan este especial canal de sonido para producir sonidos, empujando los límites de lo que era posible con el hardware del altavoz de PC, demostrando técnicas avanzadas de programación de sonido. Por ejemplo, Skype puede usarlo como un dispositivo de llamada reservado para el caso donde el dispositivo de salida primaria de audio no puede ser escuchada, ya sea debido a que la configuración del volumen sea mínima, el amplificador esté apagado o los auriculares conectados. 
En los años 90, un virus de computadora para Microsoft DOS llamado “Techno” apareció, reproduciendo una melodía a través del altavoz de PC, mientras imprimía la palabra “TECHNO” en la pantalla hasta ocuparla por completo.

## Conexiones

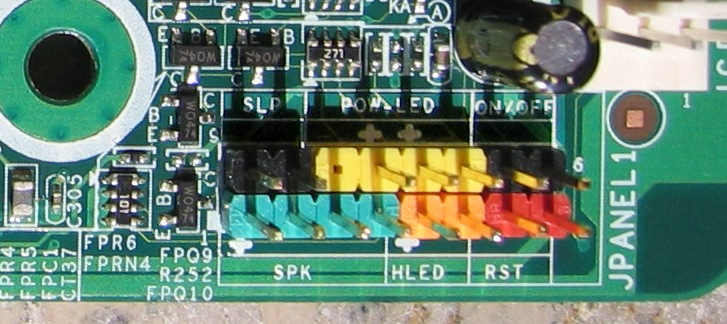
Conector de Altavoz de 4 pines (marcado SPK) en la placa base.

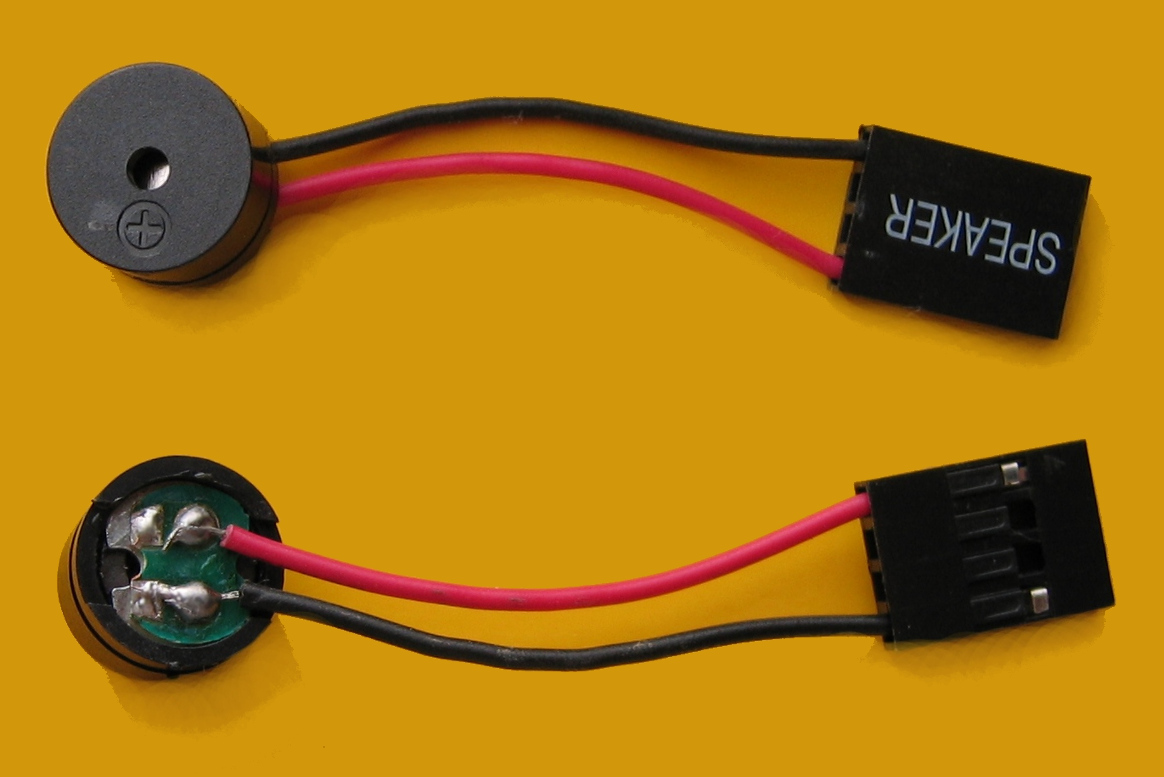
Altavoz dinámico con conector de 4 pines.

En algunas aplicaciones, el altavoz de PC generalmente está conectado a la placa base a través de un conector de 4 pines. En otras, incluyendo el primer computador personal IBM, el altavoz está conectado a través de un cable al conector en la placa base.
Algunas cajas de computadoras vienen con un altavoz de PC preinstalado. Un altavoz cableado del altavoz de PC puede tener dos, tres o cuatro pines y dos o tres cables.
El conector hembra del altavoz conecta con el cobertor del pin en la placa base, los cuales a veces están bajo el nombre de "SPEAKER" o "SPKR".
Los pines suelen estar etiquetados como:
| Número de Pin | Nombre de Pin | Función de Pin                   |
| ------------- | ------------- | -------------------------------- |
| 1             | -SP           | Señal negativa de altavoz        |
| 2             | GND or KEY    | Tierra o no conectado            |
| 3             | GND           | Tierra                           |
| 4             | +SP 5V        | Señal positiva de altavoz +5V DC |

La señal de audio se envía al altavoz a través del pin 1, mientras que el pin 3 proporciona la conexión a tierra. El pin 4 suministra energía al altavoz si es necesario.

## Modulación por ancho de pulso
La modulación por ancho de pulso (PWM) es una técnica utilizada para generar sonido a través del altavoz de PC. Al alternar rápidamente la señal de encendido y apagado, es posible crear una forma de onda que el altavoz interpreta como sonido. Esta técnica permite la reproducción de audio digitalizado, aunque con una calidad limitada debido a las restricciones del hardware y la frecuencia de muestreo.